# André da Silva
André da Silva (Santo André, Brasil, 26 de noviembre de 1972) es un atleta brasileño, especialista en la prueba de los relevos 4 × 100 m, en la que ha logrado ser subcampeón mundial en 2003.

## Carrera deportiva
En las Olimpiadas de Atlanta 1996 ganó el bronce en relevos 4 × 100 m, tras Canadá y Estados Unidos.
Tres años después en el mundial de Sevilla 1999 ganó de nuevo la medalla de bronce, en esta ocasión tras Estados Unidos y Reino Unido.
En las Olimpiadas de Sídney 2000 ganó la plata, tras Estados Unidos y por delante de Cuba.
Y en el Mundial de París 2003 ganó la medalla de plata en la misma prueba, con un tiempo de 38.26 segundos, tras Estados Unidos y por delante de Países Bajos, siendo sus compañeros de equipo: Édson Ribeiro, Vicente de Lima y Cláudio Roberto Souza.